# Tony Royster jr
Tony Royster Jr.' (født 9. oktober 1984 i Berlin) er en tysk født trommeslager, og har spillet med Imajin, Lazyeye, New Flava, og En Vogue. Nu spiller han med Francisco Fattoruso, Jay-Z og har sit eget band.